# Studies in Mycology
Studies in Mycology (w piśmiennictwie naukowym cytowane jako Stud. Mycol.) – międzynarodowe czasopismo naukowe, które publikuje systematyczne monografie grzybów strzępkowych i grzybów drożdżopodobnych, a także specjalne zagadnienia aktualne ze wszystkich dziedzin mykologii, biotechnologii, ekologii, biologii molekularnej, patologii i systematyki. Czasopismo jest recenzowane. Powstało w 1972 roku i jest redagowane przez Roberta A. Samsona. Jest publikowane 3 razy w roku. Wydawane jest przez Elsevier na zlecenie CBS Fungal Biodiversity Centre Królewskiej Holenderskiej Akademii Sztuk i Nauk.
Czasopismo jest otwarte, ale pobiera opłaty za przetwarzanie artykułów (APC) w wysokości 1250 € za artykuł i zawiera monografie lub zagadnienia tematyczne (5–6 artykułów w każdym numerze). Nie ma ograniczeń co do długości, chociaż ogólnie oczekuje się, że rękopisy powinny mieć co najmniej 50 stron A4 w druku.
Online dostępny jest wykaz numerów czasopisma, spisy artykułów w poszczególnych numerach, a także treści artykułów.